# Atresi
Atresi er manglende kanaldannelse i de naturlige legemsåbninger eller i tarmkanalen, under fosterudviklingen. 
Som eksempel kan nævnes koanal atresi, som er en sjælden medfødt sygdom med aflukning af den bageste del af næsehulen mod næsesvælget. For omkring 7 % af børnene med atresi er det en del af det såkaldte CHARGE-syndrom (kolobom i øjet, hjertesygdom, atresi, retarderet vækst, genital abnormalitet og øredeformitet). Sygdommen optræder oftest tilfældigt hos 1:8000 af nyfødte. Lidt over halvdelen er dobbeltsidige og opdages derfor straks efter fødslen på grund af akut vejrtrækningsbesvær, hvor barnet kun kan få vejret, når det skriger. Ved ensidig atresi opdages denne først senere omkring 1-2 årsalderen. Atresi behandles med kirurgi.

## Eksterne kilder og henvisninger
- Therese Ovesen og Christian von Buchwald. Lærebog i Øre-næse-hals-sygdomme og hoved-hals-kirurgi 2. udgave. 2014. Munksgaard.
- Misdannelser i tarmkanalen på sundhedsguiden.dk